# 23699 Paulgordan
23699 Paulgordan (1997 ND3) là một tiểu hành tinh vành đai chính được phát hiện ngày 8 tháng 7 năm 1997 bởi P. G. Comba ở Prescott.